# 康韋 (密歇根州)
康韋（英語：Conway）是位於美國密歇根州埃米特縣的一個普查規定居民點。

## 人口
根據2020年美國人口普查的數據，康韋的面積為1.10平方千米，當中陸地面積為1.09平方千米，而水域面積為0.01平方千米。當地共有人口338人，而人口密度為每平方千米307.27人。